# Брахмапутра
Брахмапутра (англ. Brahmaputra, гінді ब्रम्हपुत्र, тибет. Yarlung Tsangpo) — одна з найбільших річок Азії, що протікає територією Китаю, Індії та Бангладеш. Більшість річок в Індії та Бангладеш носять назви — жіночі імена, але ця річка має рідкісну назву — чоловіче ім'я, та перекладається з Санскриту як «син Брахми». Брахмапутра судноплавна на більшості своєї довжини. Долина річки священна серед індусів. Режим річки характеризується частими катастрофічними повенями навесні, коли тане сніг у Гімалаях. Це одна з небагатьох річок, відомих припливними хвилями, що піднімаються руслом під час припливів.
На окремих ділянках називається: у Тибеті — Мацанг і Цангпо, в місці прориву через Гімалаї — Діханг, в Індії — Брахмапутра, у Бангладеш — Джамуна.
Довжина 2900 км сточище 935 тис. км². Витоками Брахмапутри є декілька річок, що стікають з північних схилів Гімалаїв і з південних схилів хребта Кайлас, з'єднуються в одне річище в районі селища Омбу (на висоті близько 4860 м). Звідси Брахмапутра впродовж понад 1100 км тече паралельно Гімалаям по дну подовжнього грабена широтного напряму, приймає багато приток, що живляться в основному талими водами. Ухил осі подовжнього грабена порівняно невеликий, тому Брахмапутра переважно тече тут спокійно і доступна для місцевого судноплавства.
Нижче за місце впадання річки Джамди, у районі приблизно 95° пн. д., Брахмапутра проривається через відроги хребта Тангла і Гімалаї в якнайглибших ущелинах, має бурхливу течію, утворює численні пороги і місцями скидається каскадами бистрини і невисоких водоспадів. У районі селища Пасигхат Бр. виходить на Індо-Гангську рівнину і тече уздовж південного підніжжя Гімалаїв, будучи величезною водною артерією, що спокійно несе свої води дном широкої долини в нестійкому річищі, що розділяється на рукави і протоки; тут є багато островів (найбільший — Маджулі, завдовжки близько 70 км, шириною до 15 км). Огинаючи гори Ассама, Бр. утворює великий закрут, потім повертає на південь і зливається з Гангом. Загальне річище Брахмапутри і Гангу, впадаючи в Бенгальську затоку, утворює естуарій. Дельта Гангу і Брахмапутри площею понад 80 тис. км² (т. з. Бенгальське гирло) має дуже складну будову.
Найзначніші притоки Брахмапутри: зліва — Hay, Чорта-Цангпо, Рага-Цангпо, Джічу, Джамда, Лухит, Капілі; справа — Ньянгчу, Субансирі, Камі.
Водність Брахмапутри взимку різко падає; вона зростає з початком танення снігів весною і особливо збільшується влітку в результаті танення сніговиків і льодовиків в горах і від випадання рясних опадів у вигляді мусонних дощів на Гангській рівнині і в Гімалаях. Середня витрата в гирлі близько 12 тис. м³/сек, найбільший перевищує 15 тис. м³/сек (влітку), найменший (взимку) становить 4000 м³/сек. Підйоми рівня води в пониззі сягають 10—12 м і нерідко супроводжуються повенями.
Води річки широко використовуються для зрошування.
Брахмапутра судноплавна на 1290 км від гирла; у Тибеті місцями човнове сполучення.
Гідроенергетичний потенціал Брахмапутри великий (на ділянці прориву через Гімалаї і нижче він оцінюється у понад 60 млн кВт), проте енергетичне використання Брахмапутри нікчемно (у її сточищі є ГЕС «Квітка світла», побудована в 1957 для постачання електроенергією м. Лхаси в Тибеті).
Найбільші населені пункти на Брахмапутрі: Шигацзе (Китай), Дібругарх, Тезпур, Гувахаті, Дхубурі (Індія).

## Див також
- ГЕС Cángmù

- Фертигація